# Synopsyllus smiti
Synopsyllus smiti är en loppart som beskrevs av Lumaret 1962. Synopsyllus smiti ingår i släktet Synopsyllus och familjen husloppor. Inga underarter finns listade i Catalogue of Life.